# Antonina Iwanowa
Antonina Grigoriewna Iwanowa z domu Waszczenko (ros. Антонина Григорьевна Иванова (Ващенко), ur. 25 grudnia 1932 w Taganrogu, zm. 23 marca 2006 w Moskwie) – radziecka lekkoatletka, specjalistka pchnięcia kulą.
Zajęła 6. miejsce w pchnięciu kulą na halowych mistrzostwach Europy w 1970 w Wiedniu. Na kolejnych halowych mistrzostwach Europy w 1971 w Sofii zdobyła brązowy medal w tej konkurencji, przegrywając jedynie ze swą koleżanką z reprezentacji ZSRR Nadieżdą Cziżową i Margittą Gummel z NRD. Zajęła 4. miejsce na mistrzostwach Europy w 1971 w Helsinkach.
Zdobyła srebrny medal na halowych mistrzostwach Europy w 1970 w Grenoble, ulegając jedynie Nadieżdzie Cziżowej. Zajęła 9. miejsce na igrzyskach olimpijskich w 1972 w Monachium. Na halowych mistrzostwach Europy w 1973 w Rotterdamie zdobyła brązowy medal, za Heleną Fibingerovą z Czechosłowacji i Ludwiką Chewińską z Polski.
Była mistrzynią ZSRR w pchnięciu kulą w 1971, wicemistrzynią w 1970 i 1972 oraz brązową medalistką w 1969 i 1973. W hali była wicemistrzynią ZSRR w 1971 i 1973 oraz brązową medalistką w 1972 i 1974.
Jej rekord życiowy w pchnięciu kulą wynosił 19,39 m (ustanowiony 17 lipca 1971 w Moskwie), a w rzucie dyskiem 59,50 m (20 października 1970 w Dniepropetrowsku).
Jest pochowana na Cmentarzu Trojekurowskim w Moskwie.